# Ањела
Ањела (итал. Agnella) насеље је у Италији у округу Мантова, региону Ломбардија.
Према процени из 2011. у насељу је живело 56 становника. Насеље се налази на надморској висини од 18 м.